# Robert Dinu
Robert Dinu (Bucarest, 4 gennaio 1974) è un ex pallanuotista rumeno naturalizzato italiano, allenatore del Chiavari. Ha conquistato tre campionati rumeni, una Coppa di Romania, un campionato slovacco, una Coppa di Slovacchia ed una Coppa Comen, quest'ultima con la calottina del Sori . Dal campionato 2024-2025 è vice allenatore dell'Ortigia Siracusa.